# Natalya Sharova
Natalya Sharova (née le 4 octobre 1972) est une athlète russe spécialiste du sprint. 

## Biographie

### Palmarès
| Date | Compétition                    | Lieu    | Résultat | Épreuve   | Performance   |
| ---- | ------------------------------ | ------- | -------- | --------- | ------------- |
| 1997 | Championnats du monde en salle | Paris   | 1re      | 4 × 400 m | —             |
| 1997 | Universiade d'été              | Catane  | 1re      | 4 × 400 m | 3 min 27 s 93 |
| 1999 | Championnats du monde          | Séville | 3e       | 4 × 400 m | —             |

### Records
| Épreuve    | Performance | Lieu  | Date            |
| ---------- | ----------- | ----- | --------------- |
| 400 mètres | 51 s 40     | Toula | 30 juillet 1999 |